# Historia Węgier
Historia Węgier – całokształt dziejów polityczno-społecznych, gospodarczych i kulturalnych narodu i państwa węgierskiego oraz terytorium, na którym w przyszłości miało się ono rozwinąć.

## Obszar geograficzny

### Węgry historyczne

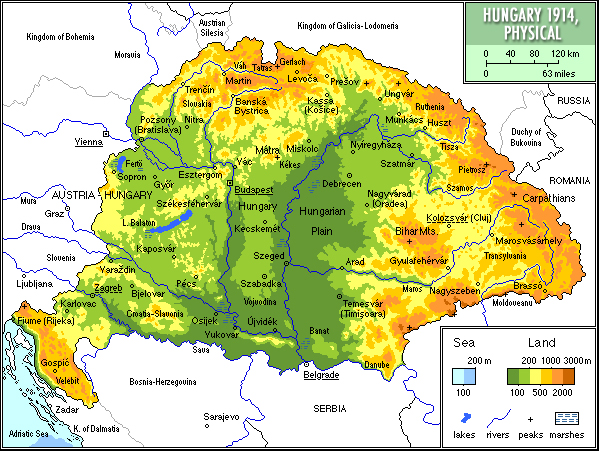
Rzeźba terenu Węgier historycznych

Węgry historyczne powstały w wyniku ekspansji węgierskich władców na sąsiednie tereny, głównie południowe. Na początku X wieku Węgry zajmowały niewielki obszar w Kotlinie Naddunajskiej. Ekspansja terytorialna Węgier rozpoczęła się za panowania Stefana I Świętego, który prawdopodobnie przyłączył zachodnią część Siedmiogrodu, zaś pod koniec swoich rządów opanował tereny dzisiejszej Słowacji. Z kolei św. Władysław włączył do państwa węgierskiego wschodnią część Siedmiogrodu. Następca Władysława, Koloman Uczony, podbił Chorwację, która od 1102 roku była w unii personalnej z Węgrami. Kolejni władcy Węgier bronili dotychczasowego stanu posiadania i nie prowadzili ekspansji. Dopiero za rządów Ludwika I, w wyniku zwycięskiej wojny z Wenecją, przyłączono Dalmację. Przejściowo węgierskimi lennami stały się także za jego rządów Serbia i Bułgaria. W kolejnych latach Węgry musiały bronić swoich południowych granic przed Turkami, którzy prowadzili silną ekspansję na Bałkanach. W 1526 roku Węgrzy przegrali w bitwie pod Mohaczem, czego późnym następstwem była utrata niepodległości i podział kraju na trzy części: zachodnią (Habsburgów), środkową włączoną do Imperium Osmańskiego oraz będący lennem Turcji Siedmiogród (1541). W 1699 roku, na mocy traktatu w Karłowicach, całość dawnych Węgier znalazła się we władaniu Habsburgów i pozostała w nim do końca I wojny światowej, po której przestały istnieć Austro-Węgry.

### Węgry potrianiońskie
Terytorium dzisiejszych Węgier powstało w 1920 roku na mocy układu trianońskiego. Obejmuje ono większość obszaru etnicznych Węgier, niemal pokrywający się z obszarem kraju na początku X wieku, zajmując tym samym ok. 93 tys. km². Węgierskie władze, z regentem Miklósem Horthym na czele, nie mogły pogodzić się z postanowieniami traktatu z Trianon i prowadziły politykę zmierzającą do jego rewizji, realizowaną sojuszami z hitlerowską III Rzeszą i Włochami Mussoliniego. Państwa te pomogły Węgrom odzyskać część ich historycznego terytorium (południowe tereny Słowacji i część Rusi Zakarpackiej), co nastąpiło na mocy postanowień tzw. I arbitrażu wiedeńskiego. W czasie II wojny światowej, na mocy II arbitrażu wiedeńskiego, Węgrom przyznano północny Siedmiogród. Ceną za odzyskanie terytoriów była ścisła współpraca wojskowa z III Rzeszą, która wiązała się z dużymi stratami w walkach przeciw ZSRR na froncie wschodnim. Węgry niemal do końca wojny pozostały w obozie państw Osi, które ostatecznie poniosły klęskę, a skutkiem przegranej było dla państwa węgierskiego narzucenie przez Stalina granic wprowadzonych uprzednio przez traktat trianoński. Stosowny traktat strona węgierska podpisała z aliantami w Paryżu 10 lutego 1947 roku, a wszedł on w życie 15 września.

## Prehistoria[2]

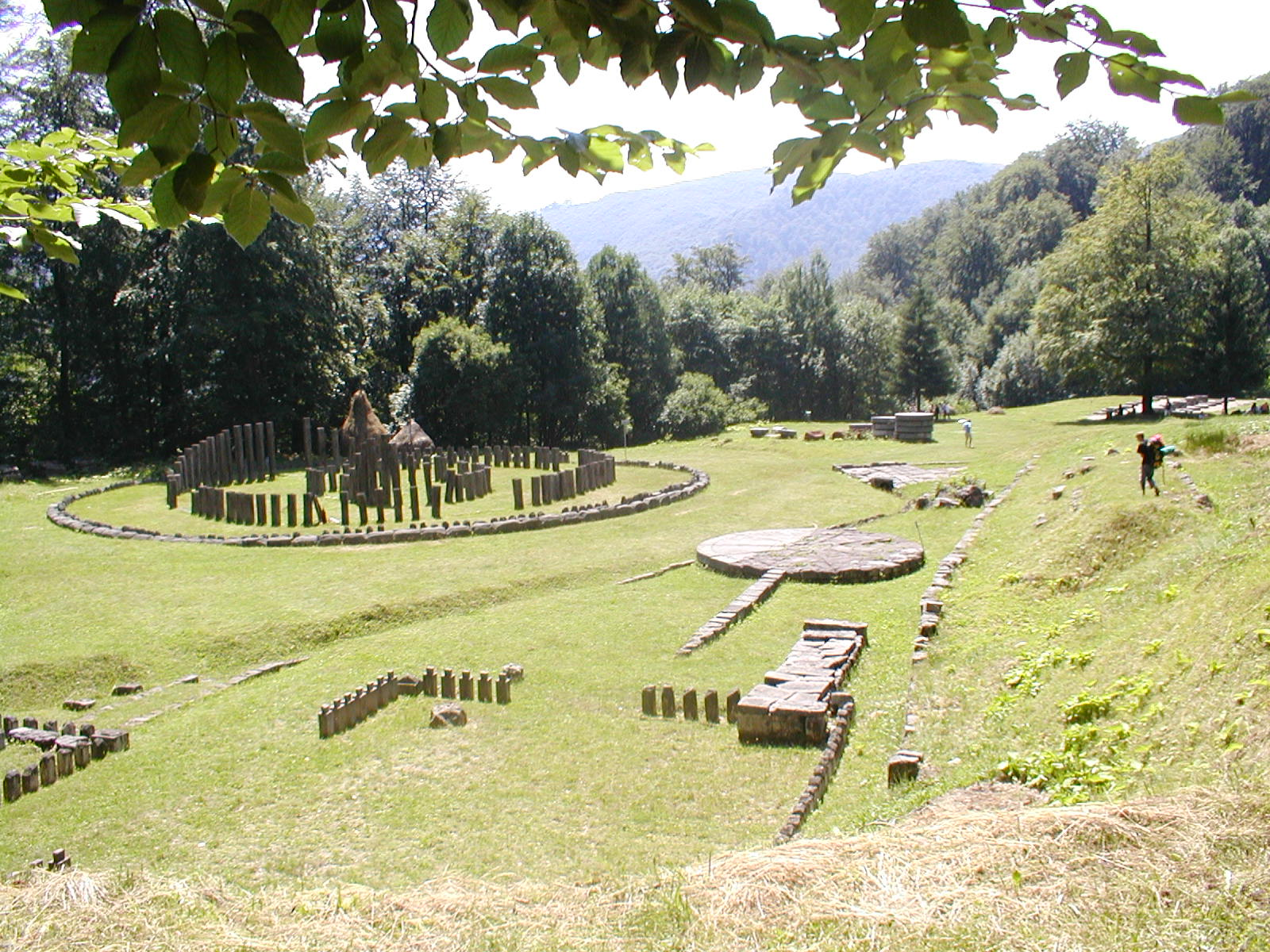
Rekonstrukcja świątyni w Sarmizegethusa

Przed osiedleniem się na Wielkiej Nizinie Węgierskiej Węgrów zamieszkiwały tam liczne ludy. Na podstawie wykopalisk archeologicznych można potwierdzić występowanie populacji ludzkich na tym terenie już we wczesnej epoce kamienia, szczególnie grup neolitycznych rolników, którzy migrowali do wnętrza Europy wzdłuż Dunaju.
W epoce żelaza terytorium dziś zwane Węgrami zamieszkiwał konglomerat różnych ludów. Ze względu na swój miejscami stepowy charakter terytorium zasiedlili nomadyczni Scytowie, obszary pomiędzy górami Bukowymi, a Apuseni, jak i Siedmiogród leżały w domenie ludów Dackich, zachodnie i południowe pobrzeża w kierunku dzisiejszej Styrii i Slawonii zamieszkiwały plemiona które z grubsza znane są jako Ilirowie. Szybki cywilizacyjny i populacyjny postęp ludności celtyckiej sprawił, że zaczęli osiedlać daleko poza swą kolebką nad rzekami Paar, Isar, Altmühl, od Brytanii przez teren na północ od Padu po Karpaty.

## Starożytność[3]

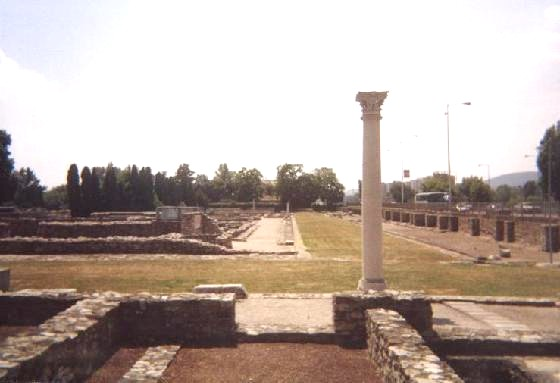
Ruiny forum w Aquincum

Pod koniec II wieku większą część Wielkiej Niziny Węgierskiej zajęli Dakowie, którzy już pół tysiąca lat wcześniej opanowali tereny Siedmiogrodu. W latach 105–106, po ciężkich walkach z cesarstwem rzymskim cesarza Marka Ulpiusza Trajana, Dakowie ulegli sile Imperium, którego granicę wyznaczał odtąd Dunaj. Rzymianie odwrót z Kotliny Węgierskiej rozpoczęli w III wieku od wycofania się z Dacji w 271. Ostatni skrawek Panonii został pod władzą rzymską do podziału cesarstwa w 395 roku. W okresie wielkiej wędrówki ludów, na przełomie IV i V wieku, nad Dunajem swoje państwo założyli Hunowie, będące rodzajem federacji wojskowej. Po śmierci Attyli w 453 roku jego państwo uległo nagłej rozsypce.

## Średniowiecze[4]
Po rozpadzie imperium Hunów Kotlinę Węgierską zdominowali Goci, Gepidowie, Longobardowie, Dakowie i inne plemiona germańskie, które władały nią do połowy VI wieku, ustępując Awarom. Państwo Awarów upadło ostatecznie po 250 latach pod wpływem ataków feudałów frankońskich i najazdu Bułgarów.
W połowie IX wieku w wyniku kolejnej nawały plemion węgierskich, które w swej wędrówce na południe około 830 rozgromili, a następnie pobitych Normanów i Rusów rozproszyli po całym wschodzie.
U Geografa Bawarskiego (845 r.) Węgrzy występują wówczas pod łacińską nazwą Ungare. Jeszcze do 898 panowali w staroruskim grodzie Halicz;.

### Słowianie w Kotlinie Naddunajskiej[8]
Pod koniec okresu germańskiego do Kotliny Węgierskiej zaczęły napływać plemiona słowiańskie, szczyt imigracji przypadł na wieki VI i VII, przed przyjściem Awarów. Po zrzuceniu zwierzchności awarskiej powstały na terenie Kotliny Węgierskiej kraje słowiańskie; największym z nich było państwo wielkomorawskie, obejmujące część Słowacji i Księstwo Błatneńskie nad Jeziorem Błotnym. Od 896 roku zaczęła się migracja na tereny naddunajskie Węgrów.

### Pradzieje Madziarów[9]

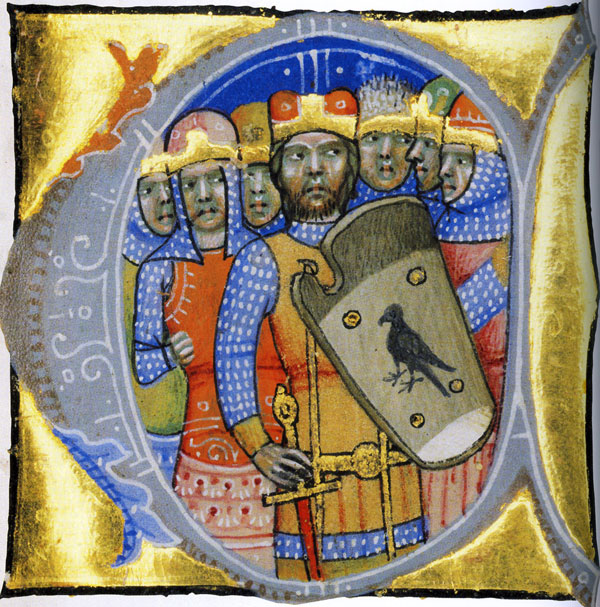
Arpad z drużyną

Pochodzenie i prahistoria Węgrów nie są dokładnie znane. Język węgierski należy do grupy języków ugrofińskich, wykazując pokrewieństwo z fińskim, lapońskim, estońskim, mansyjskim i chantyjskim.
Według jednej z hipotez kolebką Ugrofinów był obszar Azji Środkowej pomiędzy Jeziorem Aralskim a Uralem, lub Sajany na pograniczu Syberii i Mongolii. Około 3000 roku p.n.e. Ugrofinowie żyli nad rzeką Kamą, między zakolem Wołgi a Uralem, dzieląc się następnie na grupy fińską i ugryjską.
W I tysiącleciu ludy ugryjskie osiadły nad brzegami Wołgi, w strefie lasów liściastych i na skraju stepów, zajmując się uprawą roli i hodowlą bydła. W następstwie kontaktów z ludami koczowniczymi, głównie Sarmatami, rozpoczęli hodowlę koni i koczowniczy tryb życia. W połowie I tysiąclecia doszło do wyodrębnienia się Węgrów od innych ludów ugryjskich i wejście w związek z ludami bułgarsko-tureckimi, co znajduje potwierdzenie w pozostałościach językowych i relacjach historycznych z Bizancjum. Od Bułgarów Węgrzy przejęli wiele wzorców kulturowych w dziedzinie armii i systemu państwowo-plemiennego. Wtedy też Węgrzy zamieszkiwali na stepach czarnomorskich, będąc w zależności od kolejno Hunów, Awarów, Onogurów-Bułgarów i Chazarów.
Pod koniec V wieku Węgrzy weszli wraz z plemionami tatarskimi w związek plemion pod zwierzchnictwem Chazarów. W źródłach bizantyjskich zachowały się z tego okresu nazwy poszczególnych plemion węgierskich: Niejkowie, Madzierzy, Kyrt-Dżarmaci, Tarjani, Joni, Korowie, Koszowie.
Około IX wieku Węgrzy, po dłuższych walkach, zrzucili zwierzchność Chazarów, ale pod naporem Pieczyngów przenieśli się na południowy zachód, na obszar między Dniestrem, Dnieprem, Prutem i Seretem, nazwany później Etelköz. Tam też nastąpiły pierwsze kontakty ze Słowianami, które pozostawiły ślady w języku węgierskim.
W 892 roku król niemiecki Arnulf zawarł z Węgrami sojusz przeciwko państwu wielkomorawskiemu Świętopełka I. Trzy lata później Węgrzy, jako sojusznicy Bizancjum, walczyli przeciw carowi bułgarskiemu Symeonowi, ponosząc jednak klęskę, która zachęciła Pieczyngów do napaści na Węgrów i zmuszenia ich do migracji do Kotliny Naddunajskiej.
Nie wszystkie plemiona węgierskie wywędrowały tak daleko na zachód, były też grupy Madziarów, na które jeszcze w 1236 natrafił dominikański mnich Julianus na terenach między Uralem i Wołgą.

### Osiedlanie się Madziarów w Kotlinie Naddunajskiej[10]

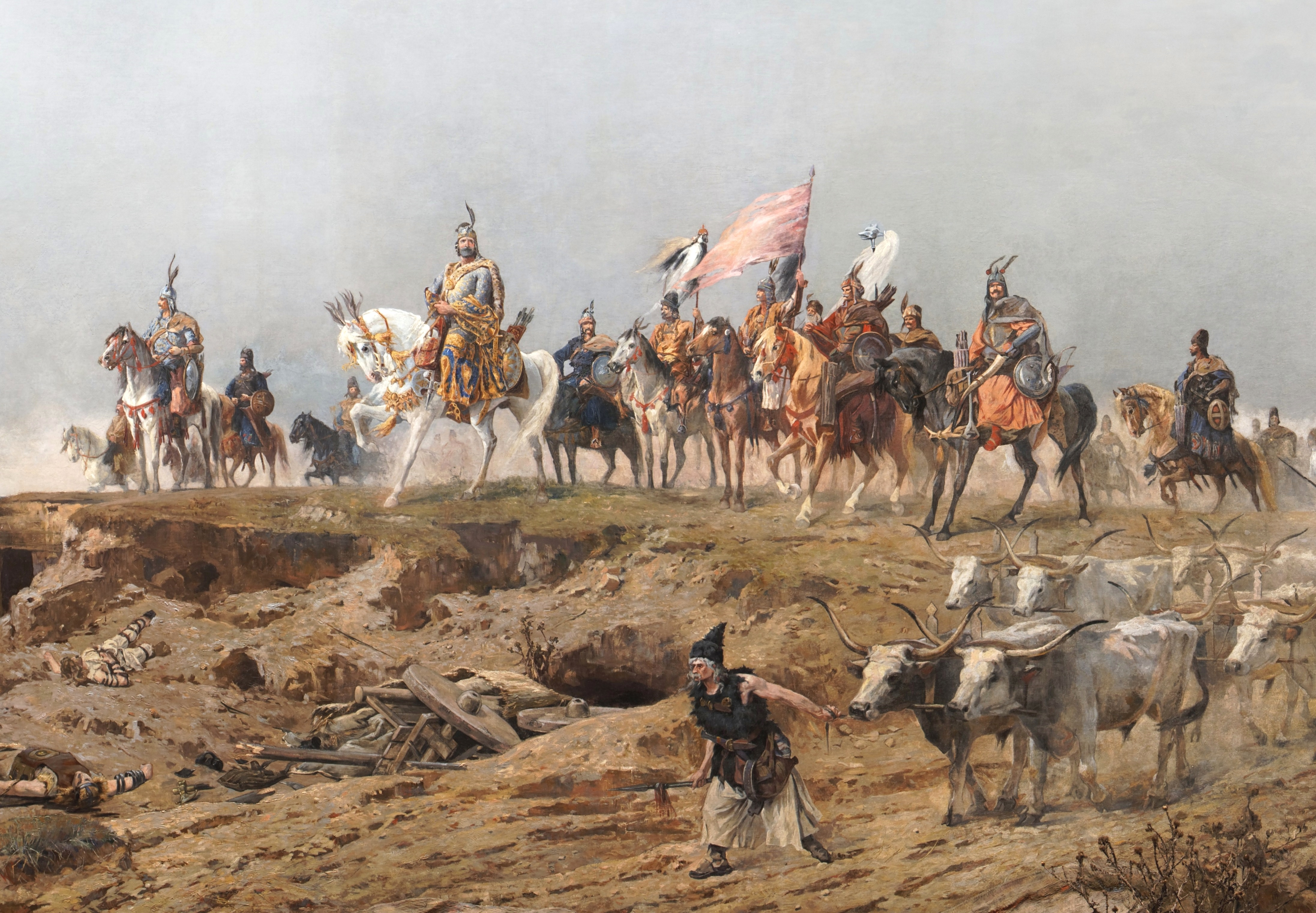
Obraz Árpáda Fesztiego Przybycie Węgrów

Osiedlanie się Madziarów w Kotlinie Naddunajskiej

Osiedlanie się Węgrów nad środkowym Dunajem i Cisą trwało kilka lat, a w historiografii węgierskiej nazwane zostało honfoglalás, co znaczy osiedlanie lub zasiedlanie. Początkowo Węgrzy zasiedlili stepy nadcisańskie, w 900 roku podbili Transdanubię i prawdopodobnie Siedmiogród. Pod naporem Węgrów ludność słowiańska opuszczała otwarte tereny i przenosiła się w góry. Słowianie, którzy pozostali na terenach naddunajskich, stosunkowo szybko ulegli madziaryzacji. Szacunkowa liczba Węgrów sięgała 400 tysięcy, a Słowian połowę tej liczby. Może to być także powodem łatwego podboju i asymilacji ludności słowiańskiej. W okolicach dzisiejszego Budapesztu osiadł szczep Arpada, a wokół niego pierścieniem pozostałe szczepy, przedzielając się, dla uniknięcia okazji do konfliktów, pasami niezamieszkanej ziemi.

### Wyprawy łupieżcze[11]

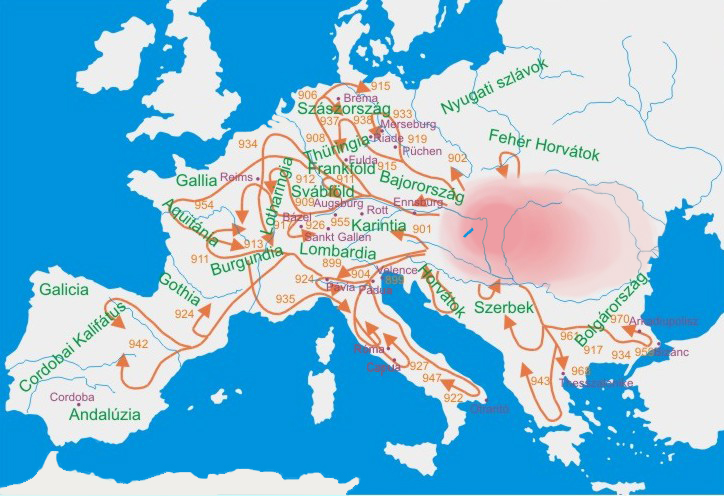
Wyprawy łupieżcze Madziarów

Okres po zajęciu Kotliny Naddunajskiej był okresem wykorzystywania tego regionu jako bazy wypadowej dla wypraw łupieżczych na Europę Zachodnią i Południową. Sprzyjał temu kryzys państwa Karolingów oraz stepowa przeszłość Węgrów.
W latach 899–900 Węgrzy splądrowali Lombardię, w następnej dekadzie Bawarię, gdzie w 904 roku zginął kondo Kurszán, dotychczasowy wódz madziarski. Jego śmierć wykorzystał dżula Arpad do umocnienia własnej pozycji. W 907 Węgrzy zajęli Marchię Wschodnią, przekształcając ją w nową bazę dla rajdów w głąb Niemiec. W latach 919–926 przemierzyli Półwysep Apeniński. Chwilowo zatrzymała ich wyprawa króla niemieckiego Henryka I i klęska w bitwie pod Merseburgiem w 933 roku. Spowodowało to przekierowanie wypraw w stronę Bizancjum. W swych najazdach Węgrzy docierali regularnie do Bosforu pod wodzą horka Bulscu. On też wznowił wyprawy przeciwko Niemcom, gdzie po śmierci Henryka I zapanowała anarchia. Drużyny Bulscu przeszły Pireneje, docierając do Atlantyku. Liczni władcy zachodnioeuropejscy oraz bizantyjski cesarz płacili Węgrom roczny trybut.
Kres węgierskim wyprawom na Zachód położył cesarz Otton I w bitwie nad rzeką Lech (955), w której do niewoli dostał się Bulscu, później publicznie powieszony wraz z innymi jeńcami. Cesarz bizantyjski, opanowawszy w 970 roku linię Dunaju, zahamował ich ekspansję także na południu kontynentu, co ostatecznie zakończyło okres najazdów węgierskich i organizację życia osiadłego w Kotlinie Naddunajskiej.

#### Powstanie gospodarki rolniczej
W następstwie długotrwałych wypraw łupieżczych, wracający wojownicy przejmowali ziemię na prywatny użytek i wykorzystywali niewolników do jej uprawiania. W przejściu do gospodarki rolniczej dużą rolę odegrała podbita ludność słowiańska. W języku węgierskim istnieje wiele słów pochodzenia słowiańskiego odnoszących się do rolnictwa.

#### Uniezależnienie się Siedmiogrodu
Poza zasięgiem obszaru politycznego Bulscu i jego następców pozostał Siedmiogród, gdzie udzielną władzę sprawował dżula siedmiogrodzki. W Siedmiogrodzie przebiegał ten sam proces transformacji gospodarczej co na lewym brzegu Cisy. Dżula nawiązał kontakty z Bizancjum. Stamtąd też czerpał wzorce do budowy własnego systemu państwowo-społecznego. Ostatecznie przyjął nawet chrześcijaństwo obrządku wschodniego z rąk samego cesarza oraz sprowadzał do kraju mnichów greckich.

### Początki państwa węgierskiego[13]

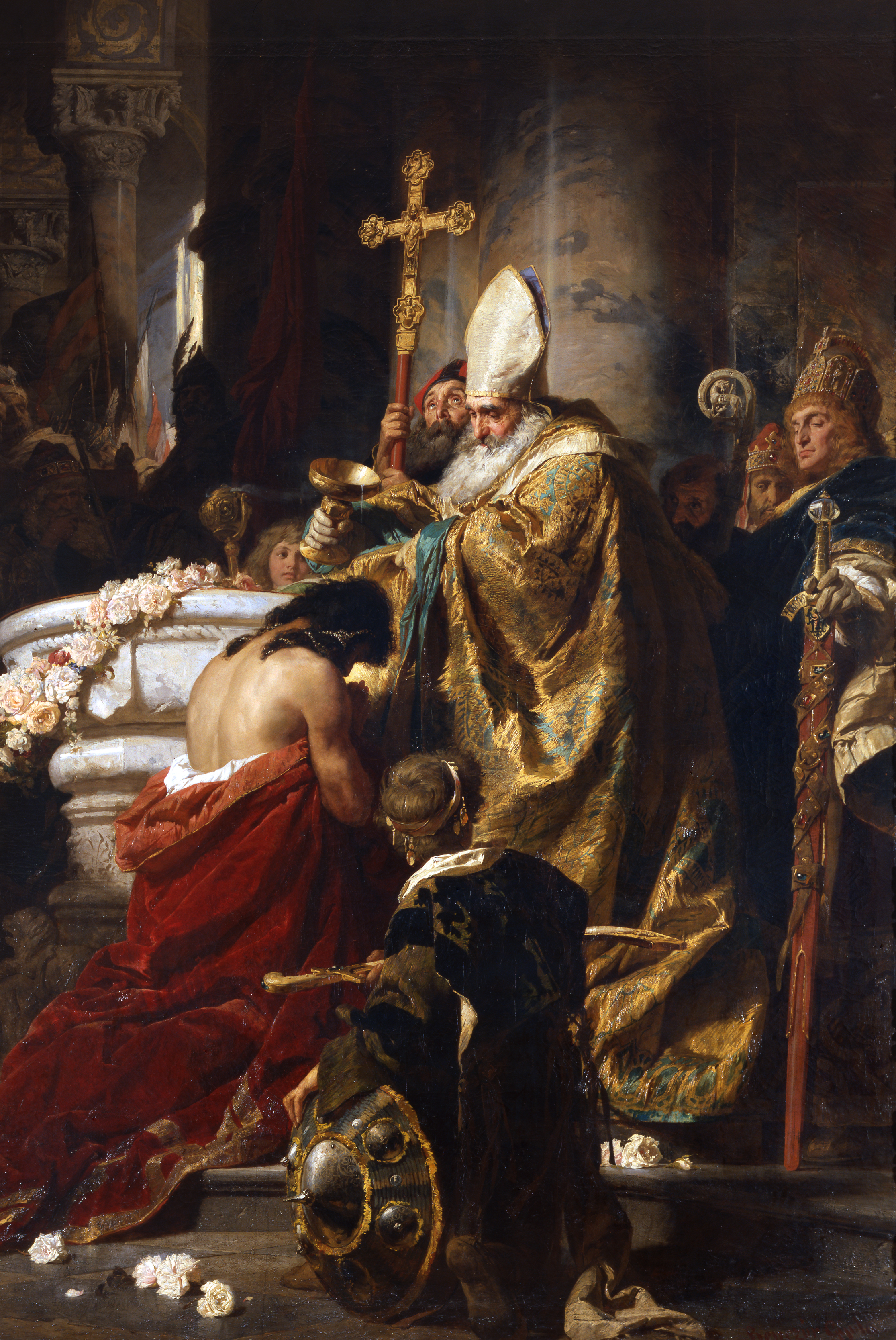
Chrzest Vajka, mal. Gyula Benczúr, 1875

Zakończenie wypraw Madziarów zbiegło się ze wzmocnieniem państw ościennych, głównie Świętego Cesarstwa Rzymskiego (Rzeszy) i Cesarstwa Bizantyjskiego (Bizancjum), które rozpoczęły ekspansje terytorialne pod pretekstem nawracania ludów pogańskich. Jednocześnie od wschodu Pieczyngowie w swoich wyprawach przekraczali Karpaty, zapuszczając się do Niziny Nadcisańskiej.

#### Panowanie pierwszych Arpadów
Organizacja państwa węgierskiego była dziełem dwóch potomków rodu Arpada: Gejzy i Stefana I Świętego. Gejzie udało się zmuszenie przywódców szczepowych do posłuszeństwa i uznania naczelnej władzy księcia w państwie. Do przeprowadzenia tego procesu było niezbędne zabezpieczenie państwa od zewnątrz. W tym celu książę wysłał w 973 roku posłów do cesarza Ottona z propozycją pokoju i prośbą o przysłanie misjonarzy chrześcijańskich. W nawracaniu dworu książęcego znaczącą rolę odegrali księża czescy, wśród nich Wojciech Sławnikowic, który przed misją w Polsce, przebywał na dworze węgierskim, będąc wychowawcą syna Gejzy, Vajka, którego ochrzczono pod imieniem Stefan.
Utrwaleniu państwa węgierskiego służyła polityka małżeńska dworu. Gejza przez małżeństwo z Saroltą z rodziny dżuli siedmiogrodzkiego umożliwił sobie opanowanie Siedmiogrodu. Swoje córki wydał zaś kolejno za dożę Wenecji, księcia polskiego Bolesława I Chrobrego i za bułgarskiego carewicza, a syna Stefana ożenił z księżniczką bawarską Gizelą. Z Gizelą przybyło wielu rycerzy niemieckich, których Gejza używał do utrwalenia siłą władzy nad pozostałymi wodzami szczepowymi. Gejza zmarł w 997 roku. Stefan był synem Gejzy i Sarolty.
Stefan prowadził na początku swoich rządów walki z wodzami szczepowymi (Koppány, Ajtony i dżula siedmiogrodzki), których ostatecznie pokonał, umacniając swoją władzę.

#### Królestwo Stefana Świętego

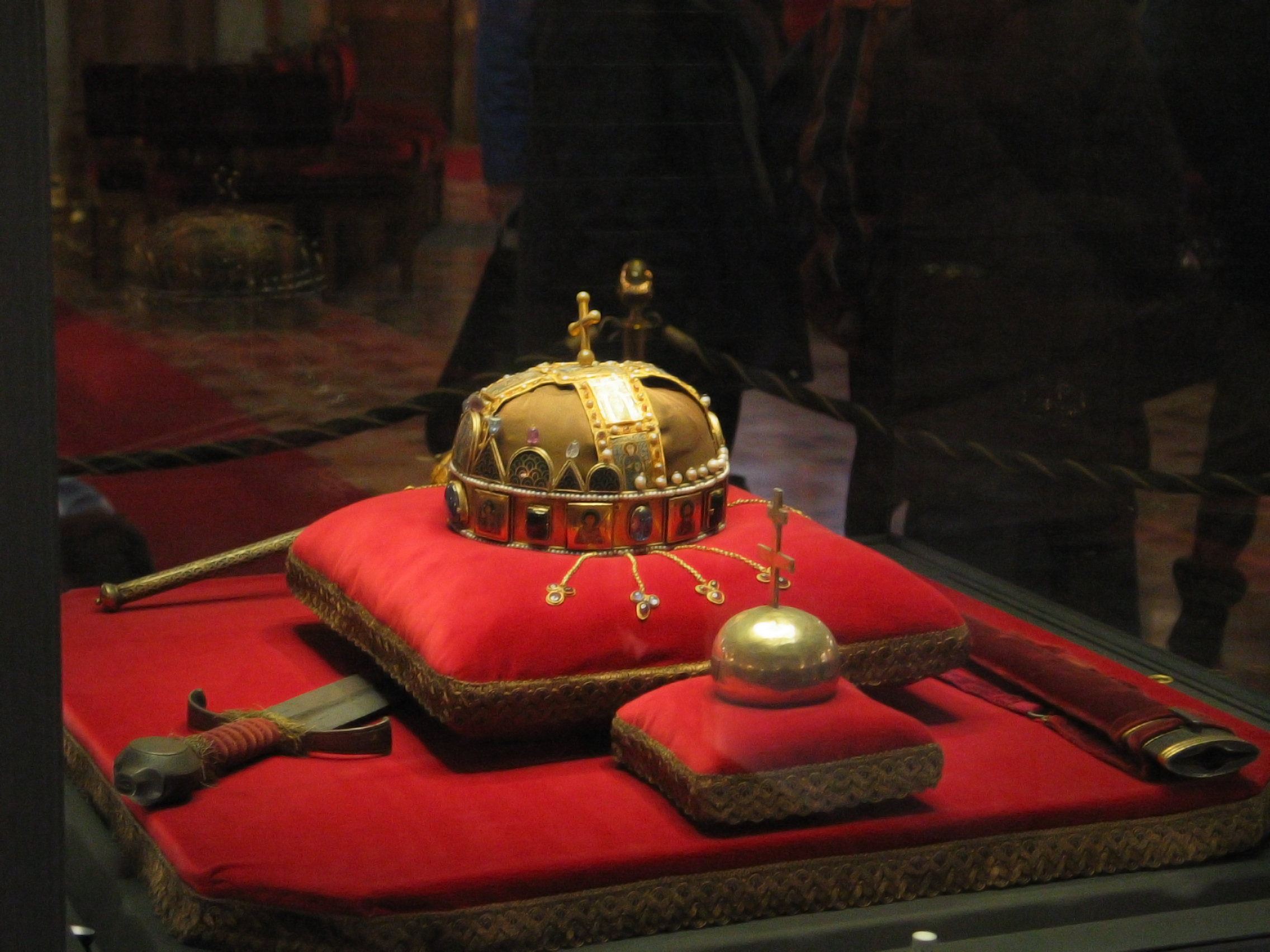
Insygnia królewskie Stefana

### Wewnętrzny kryzys i konsolidacja państwa w XI w.

#### Pierwszy bunt pogański
Bunt Vaty był konsekwencją długotrwałych walk dynastycznych na Węgrzech, które obaliły powszechnie znany wizerunek nietykalnej władzy królewskiej. Wezbrana niechęć społeczeństwa do takiego stanu rzeczy przejawiała się także w nienawiści do organizacji kościelnej, która była silnym oparciem władzy królewskiej. Bunt ten, będący równoległym w swoim przebiegu do zdarzeń w Polsce i na Rusi Kijowskiej (bunty Miecława i smerów), daje do zrozumienia, że kryzys młodych państw polegał przede wszystkim na nieostrożnie przygotowanej reformie feudalnej, której widocznym, trwałym symbolem był Kościół.
Dzieła tego podjął się Andrzej I, wygnany niegdyś z kraju, syn Vazula. Przybył on na Węgry z Kijowa.

#### Drugi bunt pogański
Kolejny bunt pogański wybuchł za panowania Béli I. Wodzem rewolty został syn Vaty, János. Bunt został stłumiony, jednak osłabił państwo i osłabił jego możliwość opierania się wpływom niemieckim. Z inicjatywy niemieckiej doszło do licznych walk dynastycznych, których następstwem było ponowne uzależnienie Węgier od Rzeszy. Po śmierci Béli synowie Béli Gejza I, Władysław I Święty i Lambert podzieli państwo na trzy części. Dopiero interwencja cesarza Henryka IV zakończyła okres rozbicia.

#### Rozwój systemu feudalnego[15]
W XI–XIII w. proces feudalizacji ogarnął w pełni wszystkie kraje Europy Środkowej, w tym Węgry. Szeregi wolnych chłopów topniały, rosła zaś wielka własność kościelna i możnowładcza. By nie dopuścić do rozbicia państwa przez coraz potężniejsze rody, jak to miało miejsce w Polsce i w Cesarstwie, król Andrzej II zgodził się ograniczyć swoją władzę monarszą. W roku 1222 wydał Złotą Bullę, uważaną za podstawę „Złotej Wolności” szlachty węgierskiej, którą w następnych wiekach naśladować będzie szlachta Polski i Litwy.

### Czasy Andegawenów
Czasy panowania dynastii Andegawenów na Węgrzech były okresem reorganizacji gospodarki, rozkwitu sztuki gotyckiej i kultury rycerskiej.

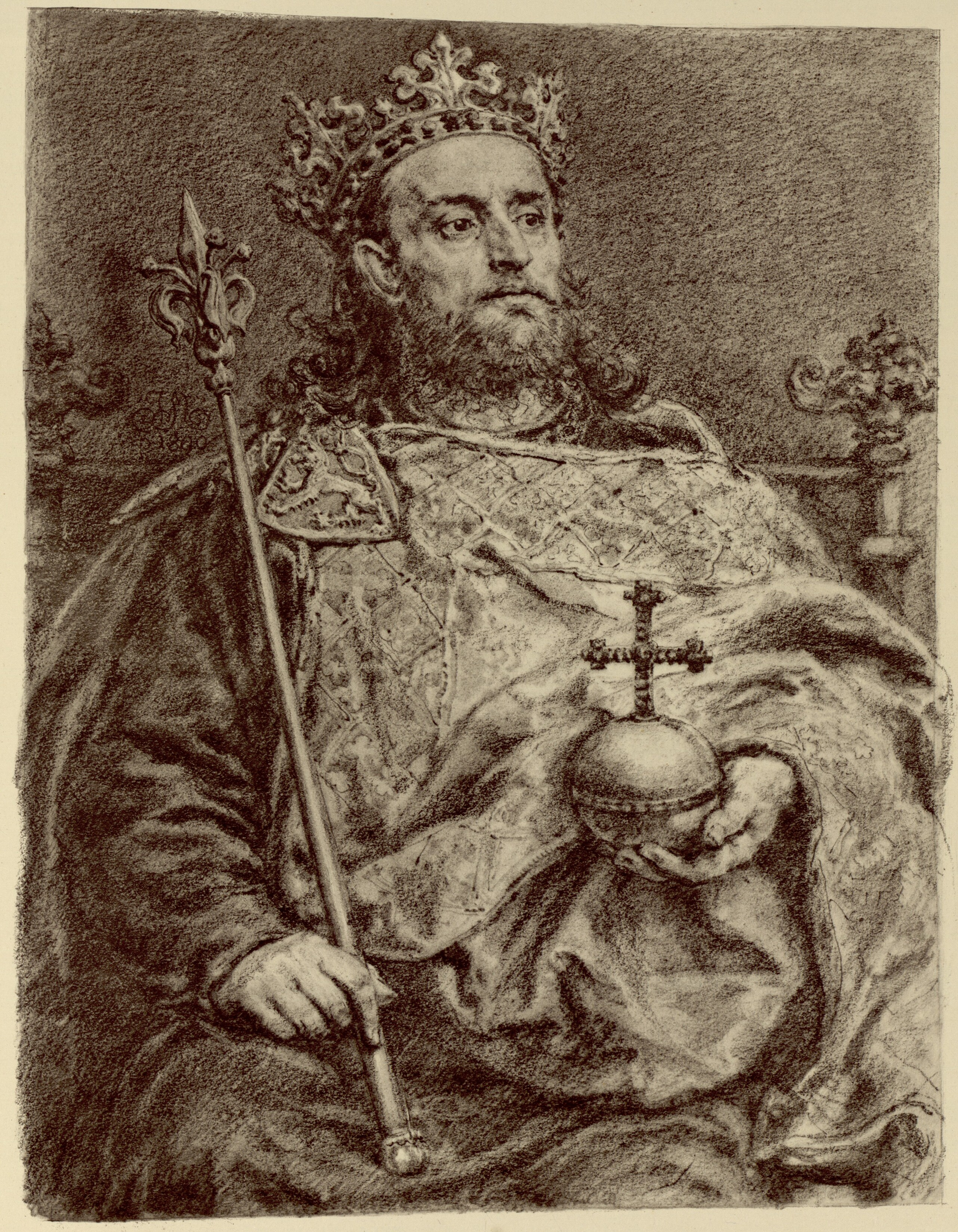
Wacław, król Polski, Czech i Węgier

Po wygaśnięciu Arpadów na tronie zasiadł król Polski i Czech Wacław z rodu Przemyślidów, od 1308 przedstawiciel dynastii Andegawenów – Karol Robert. Drugim królem tego rodu na tronie węgierskim był Ludwik I Wielki, panujący w latach 1342–1382. Ludwik poszerzył swoje rządy na tereny po Morze Czarne, Adriatyk, czasowo okupował Królestwo Neapolu. W 1370 roku, po śmierci Kazimierza III Wielkiego, został królem Polski.

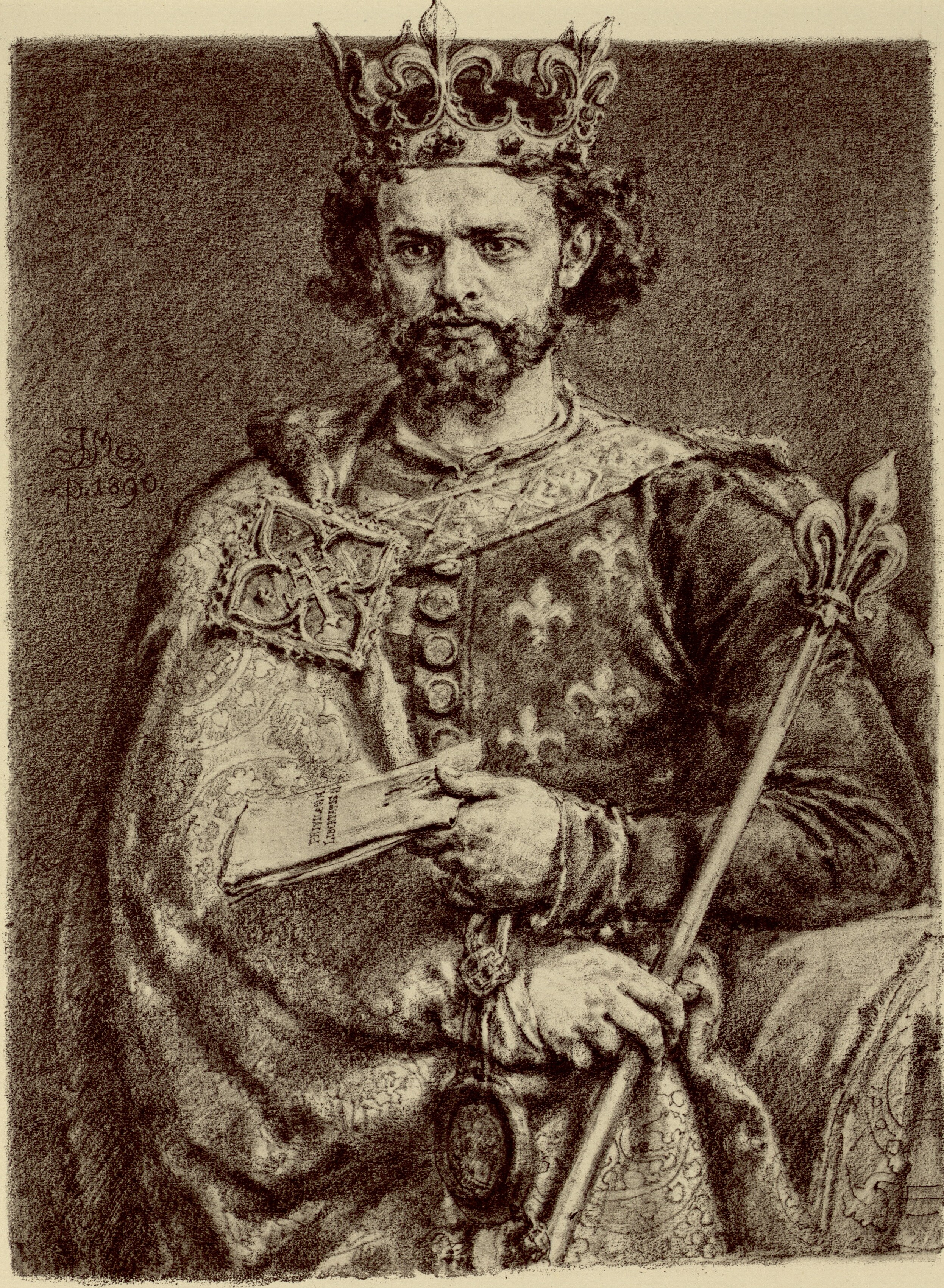
Ludwik I Wielki, król Węgier i Polski

Po śmierci Ludwika na tronie zasiadł (w 1387) Zygmunt Luksemburski, który poślubił córkę Ludwika, Marię. Rozpadła się unia z Polską, gdzie władzę objęła druga z córek Ludwika, Jadwiga.

## Nowożytność

### Czasy Jagiellonów
W 1440 królem został władca Polski Władysław III Warneńczyk, który zginął w bitwie pod Warną w 1444 r. Rządy objął tymczasowo Jan Hunyady.

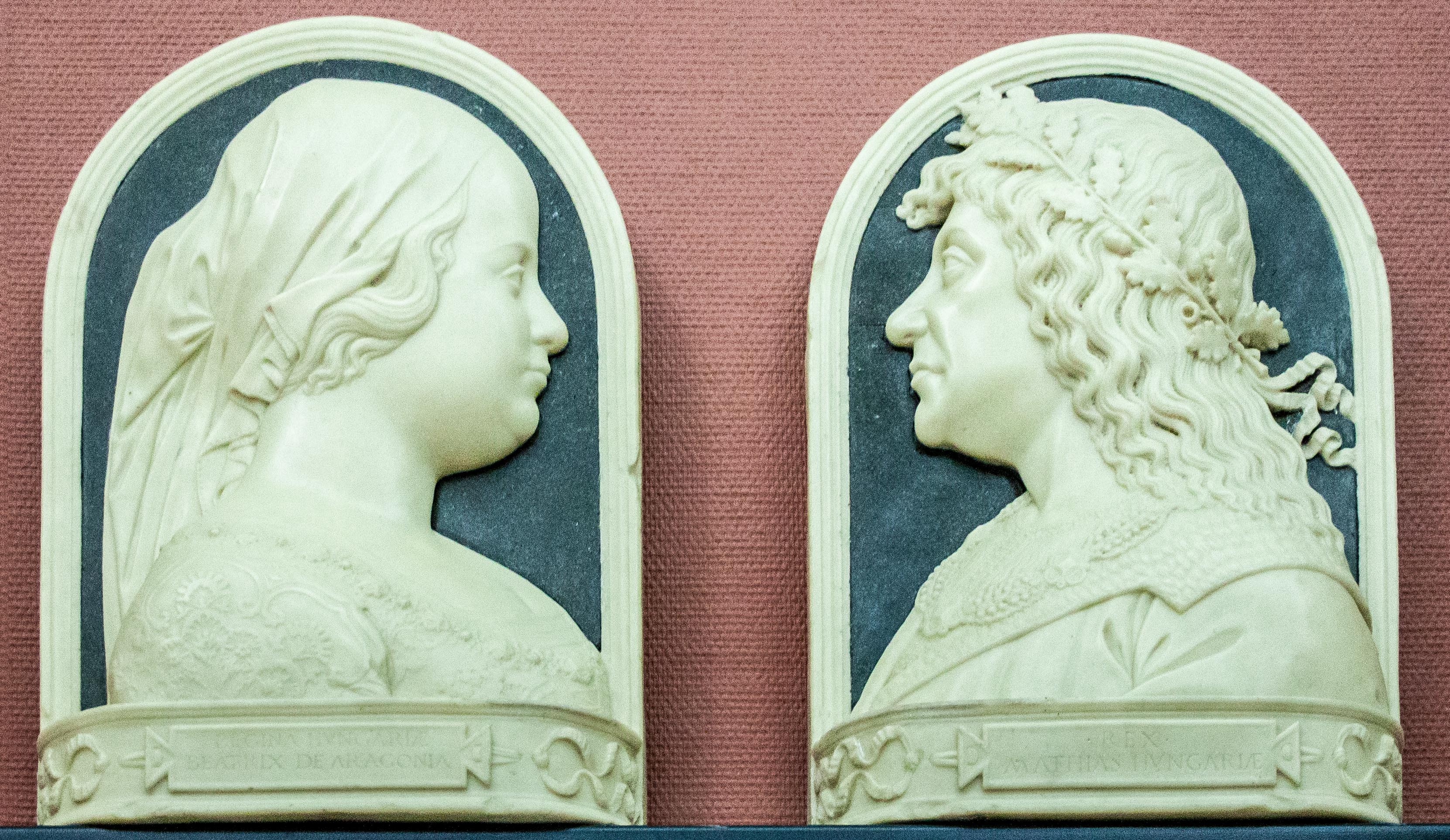
Maciej Korwin

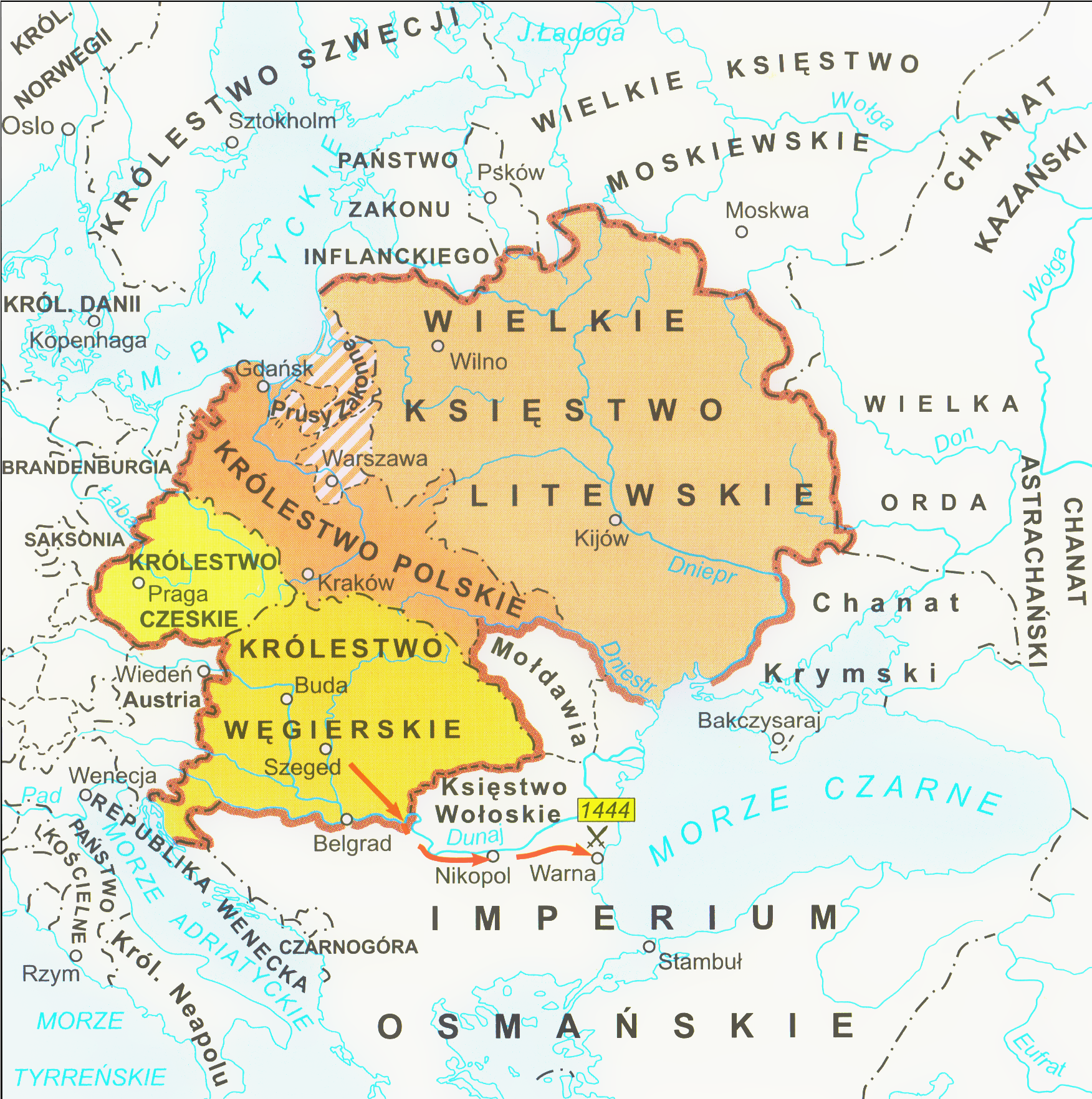
Państwa we władaniu dynastii Jagiellonów

W 1458 roku koronowany został syn Hunyadyego Maciej Korwin – król „z ludu”. Po udanej obronie Belgradu przed Turkami (1448) państwo węgierskie osiągnęło szczyt potęgi. Przyłączono do Węgier Śląsk, Łużyce, Morawy, a następnie znaczną część Austrii. Po śmierci Macieja w 1490 królewicz Jan I Olbracht zyskał poparcie szlachty węgierskiej w staraniach o koronę. Równocześnie możnowładztwo opowiedziało się po stronie króla Czech Władysława II. Królewskie aspiracje obu braci doprowadziły do krótkiej wojny domowej na Węgrzech zakończonej zwycięstwem Władysława. Na mocy podpisanego w 1491 roku pokoju w Koszycach Jan rezygnował z pretensji do tronu, a w zamian otrzymał księstwo głogowskie, Oleśnicę i Opawę.

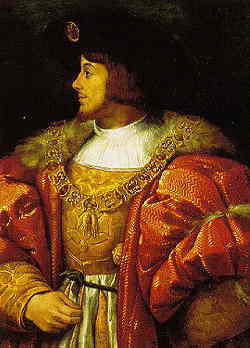
Ludwik II Jagiellończyk

W 1515 roku król Władysław II, wraz ze swoim bratem, królem Polski Zygmuntem I, zawarł z Habsburgami układ o dziedziczności tronu węgierskiego i czeskiego. Następca Władysława, Ludwik II Jagiellończyk, zginął w roku 1526 pod Mohaczem. Śmierć króla spowodowała, że wkrótce ziemie Czech i Węgier dostały się pod panowanie Habsburgów. Data ta uznawana jest za symboliczny koniec potęgi dynastii Jagiellonów.

### Rozbiór Węgier

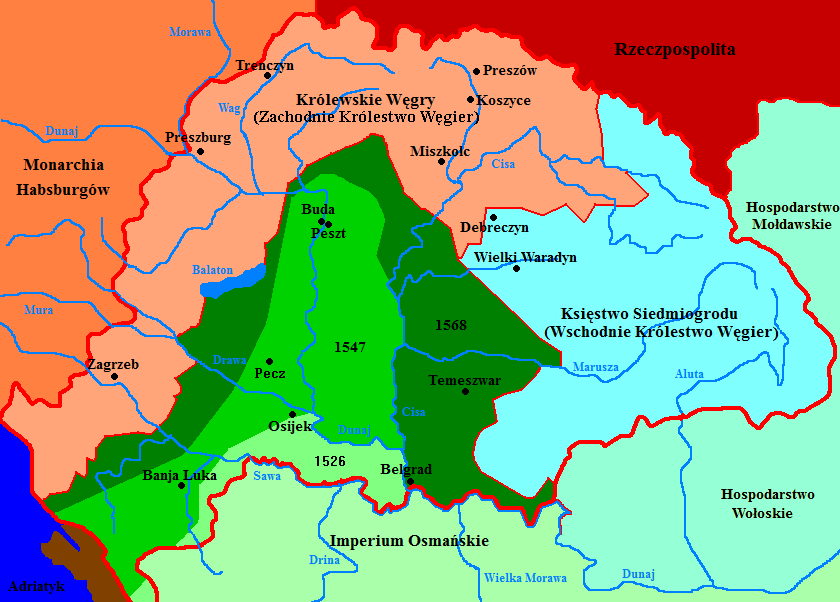
Podział Węgier i kolejne etapy osmańskich aneksji w 1526, 1547 i 1568 roku

Po śmierci władcy zgromadzenia szlacheckie wybrały Jana Zapolyę na króla, pomimo iż korona przeszła, w wyniku układów Jagiellonów z Habsburgami, na arcyksięcia Austrii Ferdynanda I. Jan został koronowany w Székesfehérvárze w listopadzie 1526 roku. Tych wydarzeń postanowił nie akceptować Ferdynand, który zgodnie z porozumieniami wiedeńskimi miał zagwarantowane następstwo tronu po Jagiellonach. Wykorzystał on własne stronnictwo na Węgrzech i listopadzie 1527 roku także koronował się w Székesfehérvár. Obaj konkurenci zostali wybrani przez rywalizujące stronnictwa węgierskiej szlachty. W 1528 roku Jan Zápolya uznał się za lennika Turcji i poprosił sułtana o pomoc, w rok później Turcy zdobyli Budę i ogłosili Jana władcą. Polityka osmańska wynikała z nadrzędnej zasady walki z najgroźniejszym przeciwnikiem – Habsburgami. Ferdynanda poparł jego starszy brat, cesarz rzymsko-niemiecki i król Hiszpanii Karol V Habsburg. Wybuchła turecko-austriacka wojna o władzę na Węgrzech. Polska oficjalnie nie angażowała się w konflikt, balansując pomiędzy obiema walczącymi stronami, a jednocześnie nieoficjalnie wspierając Jana.
W 1529 roku Sulejman odniósł sukces w kampanii węgierskiej i dotarł do Wiednia, który obległ. Po wycofaniu wojsk i uznaniu hołdu Jana, do ofensywy przeszły wojska austriackie, co zmusiło Sulejmana do wsparcia swojego lennika ponownie w 1532 roku. Na skutek długich walk i patowej sytuacji Sulejman zaczął rozważać podział ziem węgierskich i aneksję części z nich, natomiast sam Zápolya rozpoczął nieoficjalne rozmowy z Habsburgami, widząc bezcelowość walki bez możliwości zwycięstwa.
Ostatecznie w 1538 roku zawarto układ w Wielkim Waradynie, przewidujący uznanie przez Habsburgów panowania Jana na wschodzie kraju i ich sukcesję po jego bezpotomnej śmierci. W sytuacji porozumienia obu stron, z inicjatywy polskiej królowej Bony, wydano królewnę Izabelę Jagiellonkę za Jana, co dawało szanse na przedłużenie rodu Zápolya i pokrzyżowanie planów habsburskich, bez oficjalnego występowania przeciw austriackiej dynastii. Dla jednoczesnej poprawy stosunków ożeniono królewicza Zygmunta Augusta z Elżbietą Habsburżanką. Zápolya zmarł w już lipcu 1540 roku, dwa tygodnie po narodzinach syna, Jana Zygmunta.
Szlachta węgierska złamała umowę pomiędzy zmarłym królem i Ferdynandem, wybierając królem nowo narodzonego syna tego pierwszego. Wywołało to najazd austriacki i podejście wojsk habsburskich pod Budę. Sulejman zdecydował się jednak poprzeć wdowę po Janie i jej syna, wyruszając w 1541 roku na odsiecz oblężonej węgierskiej stolicy. W reakcji na zbliżanie się wojsk tureckich, Austriacy zrezygnowali z oblężenia i wycofali się.
W tym także roku Sulejman zdecydował się na podzielenie Węgier na części. Środek kraju, z Budą i Pesztem, stały się prowincją turecką z muzułmańskim gubernatorem (bejlerbejem) Sulejmanem paszą, Węgrem z pochodzenia. Wschodnia część, obejmująca Siedmiogród, została oddana pod rządy Jana Zygmunta, a w praktyce jego matki, zaś sułtan obiecał nadać mu tytuł królewski po osiągnięciu pełnoletniości w 1556 roku. Zachodnia część kraju, z dzisiejszą Słowacją i Chorwacją, rządzona była przez habsburskich królów węgierskich, którzy po latach walk zawarli w 1547 roku rozejm z Turcją, odnawiany regularnie co kilka lat. Przez kolejne lata na granicach stale dochodziło do walk. Turcy panowali na zdobytych ziemiach przez 150 lat, aż do V wojny austriacko-tureckiej i pokoju karłowickiego.

### Habsburgowie
Kres tureckiemu panowaniu przyniosło pokonanie Imperium Osmańskiego przez wojska austriackie i polskie. Stopniowo, poprzez rok 1687 (stany węgierskie zaoferowały koronę Węgier w dziedziczne posiadanie Habsburgom), 1699 (pokój w Karłowicach) aż do 1718 roku (uzyskanie Banatu i Serbii oraz zachodniej Wołoszczyzny – stracone, bez Banatu, w 1739 roku) władza na Węgrzech została przejęta przez Habsburgów.

## Dzieje najnowsze

### Powstanie 1848

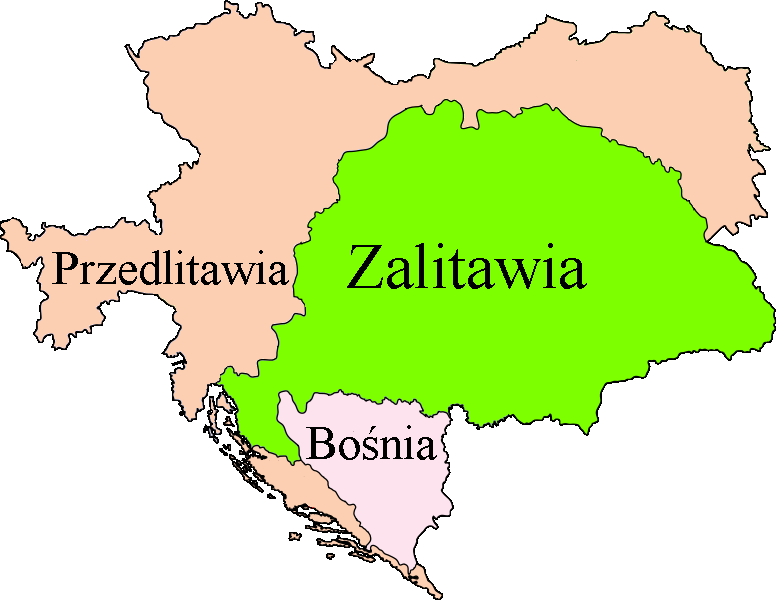
Węgry jako Zalitawia w składzie Austro-Węgier

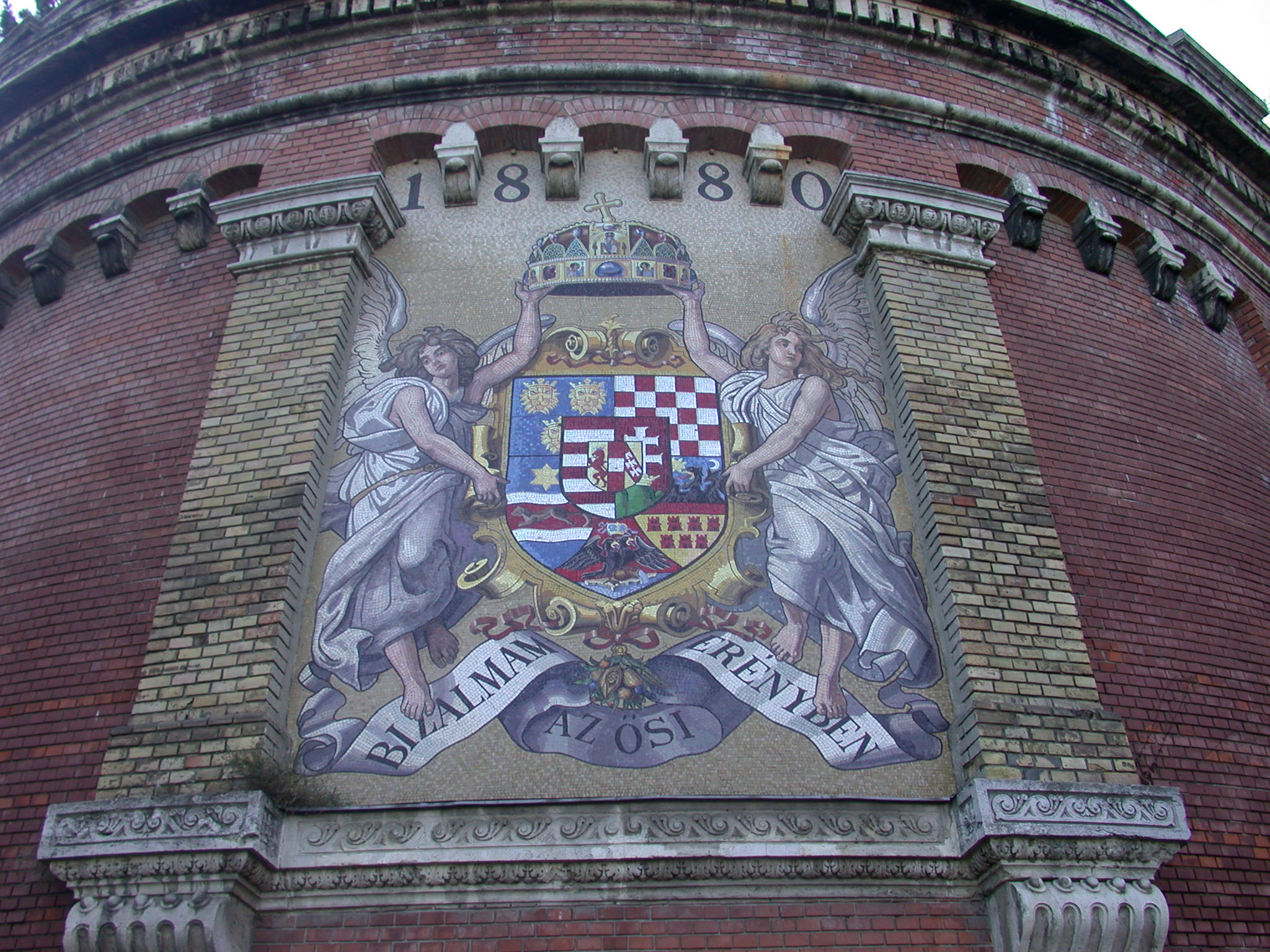
Herb Węgier z okresu habsburskiego

Węgry wywalczyły na krótką chwilę niepodległość pod wodzą Lajosa Kossutha w wyniku powstania w 1848 roku. Jednym z dowódców armii węgierskiej był generał Józef Bem. Republika została jednak szybko zdławiona przez współpracującą z Austrią Rosję oraz Chorwatów i Słowaków, którzy w większości poparli Habsburgów (silne, niepodległe Węgry oznaczały dalsze uzależnianie od nich ziem chorwackich i słowackich).

### Austro-Węgry
W wyniku wieloletnich dążeń Węgrów, w 1867 roku Cesarstwo Austrii zostało przekształcone w dualistyczną monarchię Austrii i Węgier.
Węgry uzyskały swobodę w sprawach wewnętrznych. Rozpoczęto intensywną rozbudowę gospodarki, podniósł się poziom życia, a edukacja stała się całkowicie narodowa. Jednocześnie zaczął się proces madziaryzacji, szczególnie silny wśród Słowaków, Rumunów i Rusinów (Chorwaci z silną burżuazją oparli się madziaryzacji, uzyskując w ramach Korony św. Stefana autonomię – ugoda węgiersko-chorwacka). Aż do końca Austro-Węgier nie wprowadzono w węgierskiej części powszechnego prawa wyborczego, co spowodowało, iż nie-Węgrzy zawsze pozostawali w mniejszości w organach ustawodawczych.
Kwestie spraw zagranicznych, finansów oraz wojska (nie licząc wojsk tzw. II rzutu – obrony krajowej – Magyar – Kiralyi Honvedseg) nadal pozostały w gestii Wiednia.

#### W czasie Wielkiej Wojny

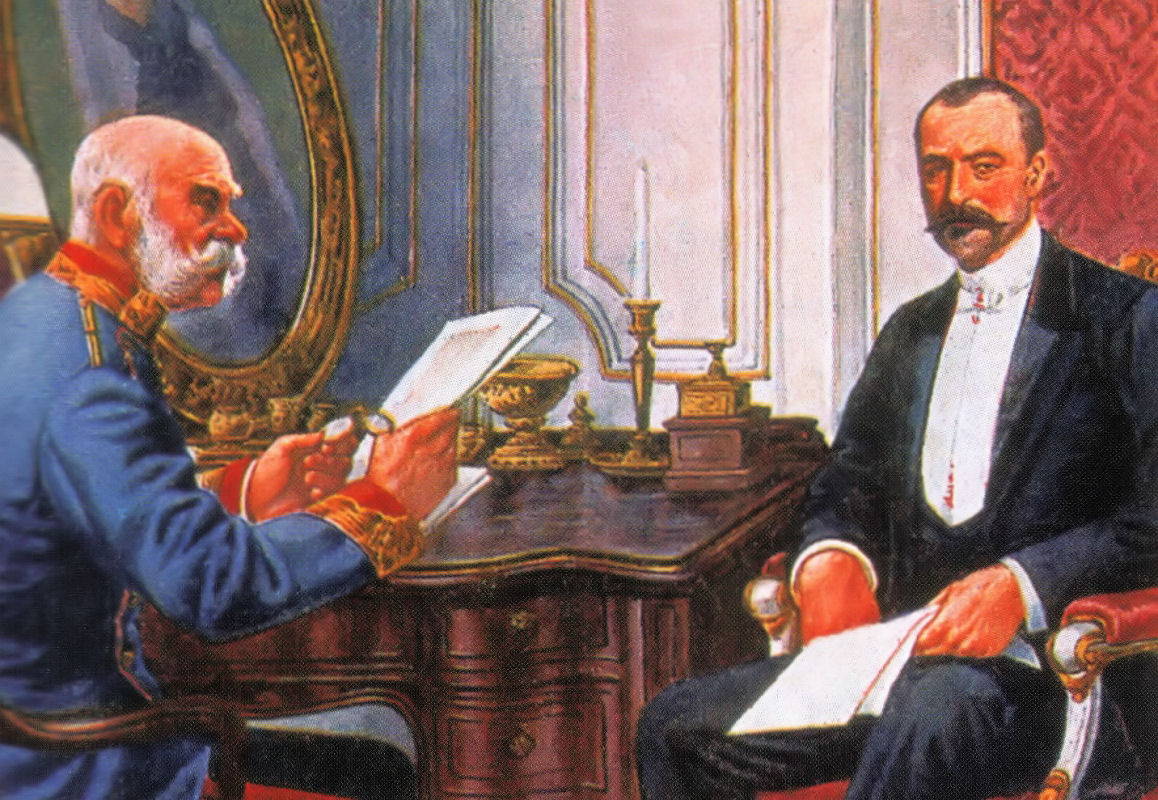
Franciszek Józef i István Tisza

W roku 1914 stanowisko rządu hr. Istvána Tiszy było negatywne wobec wojny z Serbią. Mimo jego autorytetu w Wiedniu, jego zdanie w tej sprawie nie było brane pod uwagę. Jednak, kiedy wojna wybuchła, Tisza okazał się lojalnym współpracownikiem cesarza. W dniu jej wypowiedzenia oświadczył, że jest całkowicie przekonany o konieczności wojny. Szybko spopularyzował cele wojny w społeczeństwie Węgier. Były one w interesie Węgier. Przejawiał się on w ekspansji gospodarczej na teren Bałkanów, w czym próbowała Węgrom przeszkodzić Serbia. Węgrzy obawiali się również zjednoczenia Słowian południowych pod przewodnictwem swojego przeciwnika. Mogłoby to grozić im utratą południowej części kraju.
W rezultacie wszystkie partie parlamentarne, od Gyuli Andrássyego młodszego i Jánosa Zichyego do Partii Niepodległościowej, opowiedziały się za wojną. Nawet pozaparlamentarna Partia Socjaldemokratyczna uznała: Niebezpieczeństwo rosyjskiej inwazji zmusiło partie socjalistyczne Austrii i Węgier do uznania obrony kraju za problem naczelny i nadrzędny. Wobec, że wszystkie partie poparły udział w wojnie Tisza mógł oświadczyć: Wojna ta uciszyła spór między partiami, uciszyła walkę klasową, w cień zepchnęła konflikty narodowościowe. Kręgi rządzące oraz społeczeństwo Węgier rozpoczęło wojnę z niebywałym optymizmem.

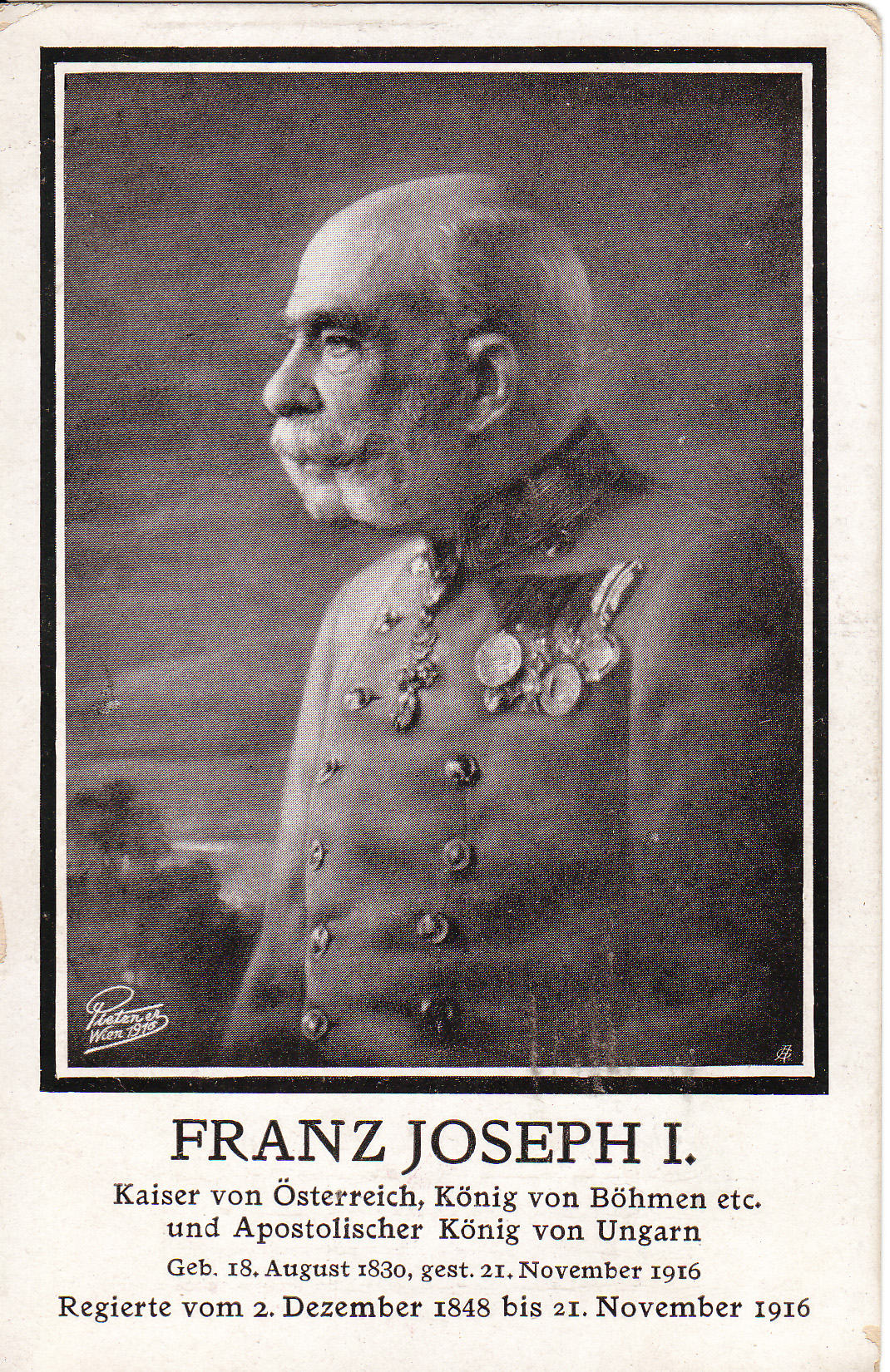
Pocztówka frontowa z wizerunkiem cesarza

Mimo że Węgry nie były teatrem działań wojennych, już od pierwszych miesięcy ponosiły ciężkie straty. Na frontach: galicyjskim, włoskim i bałkańskim Węgrzy stracili półtora miliona ludzi (zabitych, rannych, jeńców). Była to poważna strata, lecz porównując ją do innych państw biorących udział w wojnie względnie niska. Już zimą 1916 roku pojawiły się pierwsze trudności gospodarcze. Przede wszystkim odczuwalny był brak surowców potrzebnych do produkcji przemysłowej. Pojawiły się też pierwsze kłopoty żywnościowe. Spowodowane były wielkim zapotrzebowaniem frontu w samą żywność, jak i ludzi. Ten drugi czynnik znacznie obniżył produkcję. Sytuacja pogorszyła się znaczniej, gdy do wojska powołano nieletnich. Wywołało to głód w latach 1917–1918, lecz nie był on tak dotkliwy jak np. w Austrii. Brak produktów żywnościowych i drożyzna pogarszały stan bytowy warstw niższych. 60-godzinny tydzień pracy (nakazany ustawą rządu w Wiedniu) często był przekraczany z braku siły roboczej. Coraz częściej w fabrykach zatrudniane były kobiety i dzieci. Pracownicy w wieku 10–12 lat w fabrykach były w czasie wojny zjawiskiem powszechnym. Robotnicy nie mogli zaprotestować, ponieważ strajki zostały zakazane na czas trwania wojny. Wszystkie te zjawiska prowadziły do rewolucji, lub co najmniej do masowych wystąpień robotników. Mimo to rząd Tiszy nie przeprowadzał żadnych reform społeczno-gospodarczych uważając, że nie ma takich możliwości. W pierwszych latach wojny rząd wydawał się ustabilizowany i niezachwiany. Jego pozycja wzrosła jeszcze bardziej ze względu na pozycję samego premiera na dworze wiedeńskim. Cesarz Franciszek Józef I darzył go ogromnym zaufaniem i słuchał niemal wyłącznie jego rad. Kariera Tiszy załamała się dopiero po śmierci Franciszka Józefa (listopad 1916 roku). Nowy cesarz i król węgierski, Karol I (na Węgrzech Karol IV), nie znosił węgierskiego premiera. Nowy władca robił wszystko, aby Tisza zrzekł się funkcji, w czym Wiedniowi pomagała węgierska opozycja.
Spór między rządem i głową państwa nie miał natury jedynie personalnej. Karol IV dla ratowania całości monarchii wracał do dawnych planów Franciszka Ferdynanda – federalizacji Austro-Węgier. To właśnie było powodem ostrego konfliktu między premierem i cesarzem. Nie tylko cesarz, ale i wszystkie węgierskie ugrupowania opozycyjne uważały kontynuację autokratycznych rządów Tiszy za zagrożenie dla państwa. Do tych polityków przede wszystkim należeli prawicowi Albert Apponyi i Gyula Andrássy mł. oraz Mihály Károlyi z lewicy. Od wiosny 1917 roku stronnictwa opozycyjne zaczynały wiązać się w koalicję. Jej wspólnym, oczywistym dla wszystkich ugrupowań wchodzących w jej skład celem, było obalenie rządu Tiszy, wprowadzenie ustawy o powszechnym prawie wyborczym i rozpisanie nowych wyborów. Do powstałego Bloku Powszechnego Prawa Wyborczego weszły: Niepodległościowa Partia 48 Roku, Partia Socjaldemokratyczna, Partia Demokratyczna i Partia Radykalna. Pod presją opozycji wspieranej przez króla, gabinet Istvána Tiszy podał się do dymisji w czerwcu 1917 roku. Nie osłabiło to jednak wpływów Tiszy. Nowe rządy Mórica Esterházyego, a od sierpnia Sándora Wekerlego lawirowały między koalicją a Narodową Partią Pracy, partią Tiszy, która nadal była najsilniejszym stronnictwem w Zgromadzeniu Narodowym. W tej sytuacji nie została przeprowadzona żadna reforma, w tym najważniejsza, o wyborach powszechnych.

### Niepodległość 1918 i okres do II wojny światowej
Węgry po traktacie
     Tereny przyznane Królestwu Rumunii
     Tereny przyznane Królestwu SHS
     Tereny przyznane Republice Austrii
     Tereny przyznane Czechosłowacji
     Tereny zajęte przez Rzeczpospolitą Polską

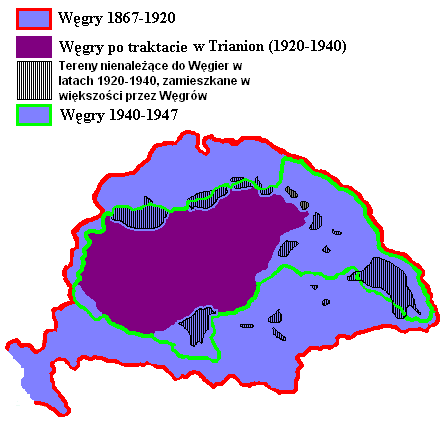
Skupiska Węgrów w krajach ościennych

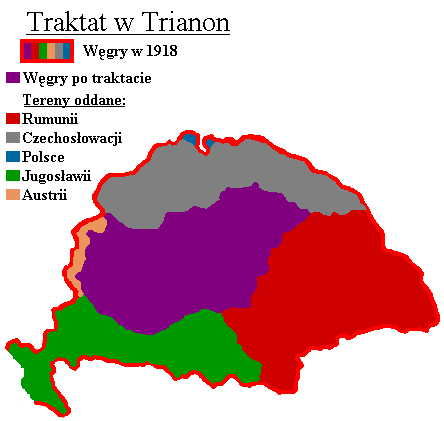
Traktat w Trianon
Węgry po traktacie
Tereny przyznane Królestwu Rumunii
Tereny przyznane Królestwu SHS
Tereny przyznane Republice Austrii
Tereny przyznane Czechosłowacji
Tereny zajęte przez Rzeczpospolitą Polską

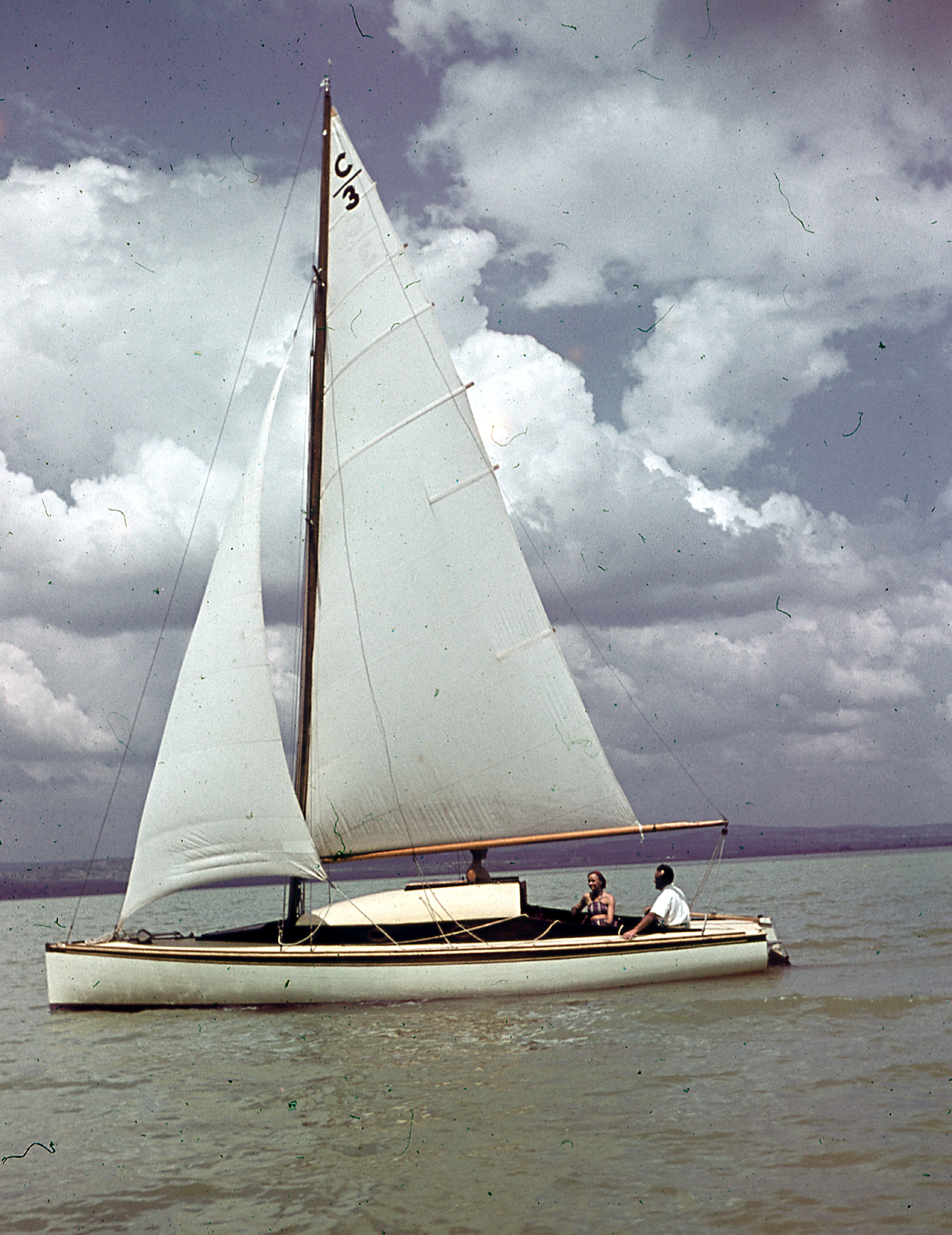
Jezioro Balaton w 1939. Balaton był miejscem wypoczynku węgierskiej arystokracji, pod koniec XIX wieku stał się popularny wśród mas

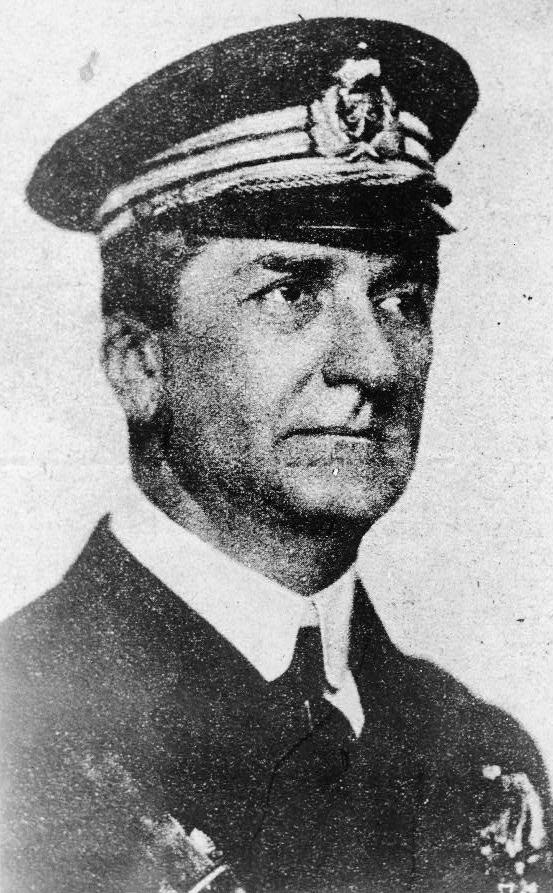
Miklós Horthy, regent Węgier w latach 1920–1944

W wyniku klęski w I wojnie światowej w październiku i listopadzie 1918 nastąpił rozpad monarchii austro-węgierskiej i państwo węgierskie ogłosiło niepodległość. Węgry uzyskały samodzielność, jednak w wyniku wojny z Rumunią i traktatu w Trianon obszar państwa okrojono do niecałej jednej trzeciej terytorium sprzed wojny. Początkowo była to republika demokratyczna, potem przez pewien czas komunistyczna Węgierska Republika Rad pod dyktatorskimi rządami Béli Kuna. W latach 1920–1944 Węgry były monarchią konstytucyjną (bez monarchy), gdzie regentem został były admirał floty austro-węgierskiej Miklós Horthy. Horthy wprowadził ustrój autorytarny z silną władzą regenta. Mimo kilkakrotnie ponawianych propozycji nie ogłosił się on królem (na początku lat 20. dwukrotnie udaremnił próby ostatniego monarchy z dynastii Habsburgów Karola IV i doprowadził do jego detronizacji przez węgierski Sejm).
Pod koniec lat 30., szczególnie za sprawą premiera Gömbösa, Węgry zbliżyły się do hitlerowskich Niemiec, dążąc do odzyskania utraconych w wyniku traktatu w Trianon terytorium. Częściowo im się to udało (południowa i wschodnia Słowacja – pierwszy arbitraż wiedeński i wojna węgiersko-słowacka, część Siedmiogrodu – drugi arbitraż wiedeński, Baczka).
W latach 30. na Węgrzech działały obozy chorwackiej organizacji terrorystycznej ustaszy.

### II wojna światowa
Węgry w 1920 roku
     Tereny przyłączone do 1941 roku

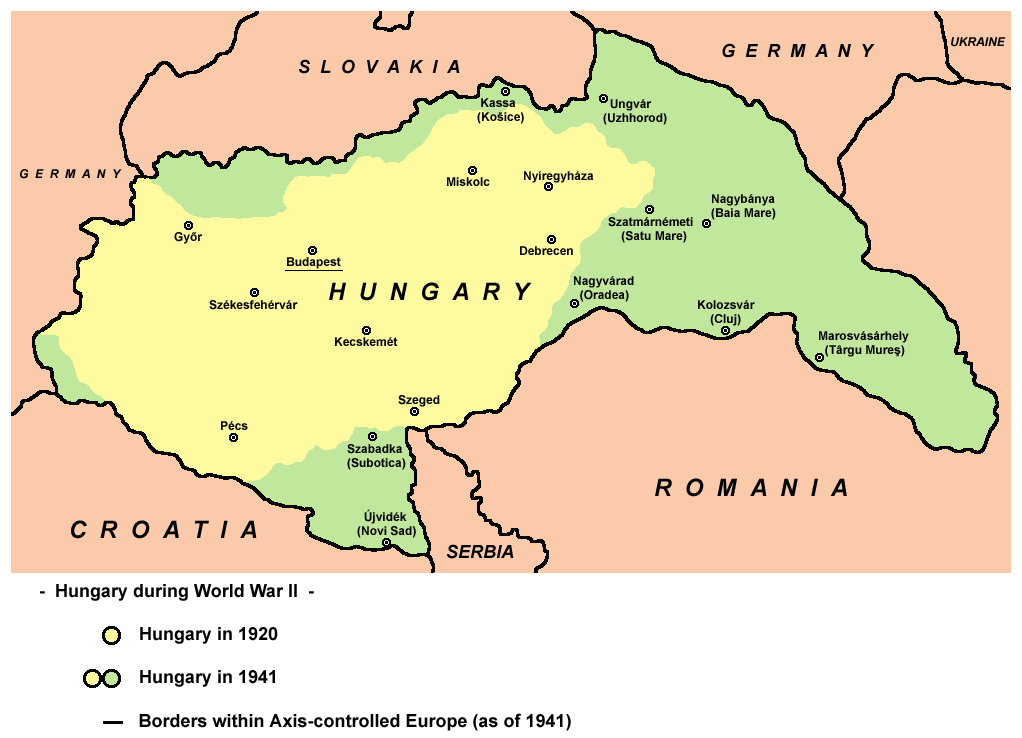
Węgry w czasie II wojny światowej:
Węgry w 1920 roku
Tereny przyłączone do 1941 roku

Po rozpoczęciu II wojny światowej we wrześniu 1939 Węgry odmówiły przepuszczenia Wehrmachtu przez terytorium Węgier przeciwko Polsce (czego domagali się Niemcy) i nakazały zaminowanie tuneli kolejowych i ich wysadzenie w przypadku próby przedarcia się Niemców siłą. W sierpniu 1940 Węgry otrzymały w wyniku drugiego arbitrażu wiedeńskiego północną część rumuńskiego Siedmiogrodu, w zamian Węgry musiały przystąpić do Paktu Trzech – sojuszu Niemiec i Włoch (trzecim członkiem paktu była Japonia), które po klęsce Francji (w czerwcu 1940) zdominowały cały kontynent europejski.
W kwietniu 1941 Węgry po raz pierwszy zaangażowały się militarnie po stronie Osi przeciw Jugosławii, przepuszczając wojska niemieckie przez swoje terytorium – oznaczało to nieunikniony konflikt z Wielką Brytanią. Świadomy dalekosiężnych konsekwencji decyzji zerwania z neutralnością kraju, premier Węgier Pál Teleki popełnił samobójstwo.
W czerwcu 1941 Węgry zaangażowały się w wojnę z ZSRR po stronie Niemiec, wysyłając na front kilkudywizyjną 2. Armię (która została prawie całkowicie rozbita nad Donem w styczniu-lutym 1943). W konsekwencji Wielka Brytania jesienią 1941 pod naciskiem Stalina wypowiedziała wojnę Węgrom.
W 1944, kiedy stało się już jasne, że Niemcy przegrają wojnę, Horthy zaczął negocjować odrębny traktat pokojowy z aliantami. Spotkało się to z bardzo ostrą reakcją Hitlera, który wysłał swoje wojsko na terytorium Węgier okupując je od 19 marca 1944. Horthy zdecydował się wówczas utworzyć proniemiecki rząd pod kierownictwem Sztoyaya, dotychczasowego ambasadora Węgier w Berlinie i nie zaryzykował otwartego, beznadziejnego starcia z Niemcami. Kontynuował jednak poufne kontakty z aliantami zachodnimi.
Po wkroczeniu Wehrmachtu na Węgry rozpoczęły się pod osobistym kierownictwem Adolfa Eichmanna masowe deportacje kilkuset tysięcy węgierskich Żydów do Auschwitz. W działaniach przeciw Żydom Niemców wspierali węgierscy strzałokrzyżowcy.
Gdy nastąpiło wejście Armii Czerwonej na terytorium Węgier (październik 1944), adm. M. Horthy próbował za pośrednictwem przywódcy komunistów jugosłowiańskich, Josipa Broz Tito, poddać Sowietom wojsko węgierskie na froncie. Niemcy, którzy od dawna obserwowali te próby, aresztowali go (po uprzednim porwaniu jego syna przez komando pod dowództwem Otto Skorzennego – Operacja Mickey Mouse) i wywieźli w głąb Rzeszy Wielkoniemieckiej. Proklamowano Państwo Węgierskie, zaś rządy na Węgrzech formalnie objął przywódca strzałokrzyżowców Ferenc Szálasi, podporządkowany Niemcom.

#### Stosunek do Polaków
Tuż przed atakiem w 1939 roku na zapytanie strony niemieckiej o możliwość dokonania inwazji na Polskę z terytorium Węgier, premier Pál Teleki odparł: „Ze strony Węgier jest sprawą honoru narodowego nie brać udziału w jakiejkolwiek akcji zbrojnej przeciw Polsce”. W depeszy wysłanej do Adolfa Hitlera z 24 lipca 1939 roku, Teleki argumentował, iż Węgry nie mogą przedsięwziąć żadnej akcji militarnej przeciw Polsce ze względów moralnych. List ten wywołał wściekłość kanclerza Trzeciej Rzeszy. Ujawnione po wojnie fragmenty korespondencji dyplomatycznej dowodzą jednak, że Węgrzy przewidywali taki rozwój sytuacji już w początku roku 1939. W kwietniu 1939 szef węgierskiej dyplomacji István Csáky w liście do posła Villaniego pisał: nie jesteśmy skłonni brać udziału ani pośrednio, ani bezpośrednio w zbrojnej akcji przeciw Polsce. Przez «pośrednio» rozumiem tu, że odrzucimy każde żądanie, które prowadziłoby do umożliwienia transportu wojsk niemieckich pieszo, pojazdami mechanicznymi czy koleją przez węgierskie terytorium dla napaści przeciw Polsce. Jeżeli Niemcy zagrożą użyciem siły, oświadczę kategorycznie, że na oręż odpowiemy orężem. Premier Węgier w porozumieniu z regentem Miklosem Horthym nakazał zaminowanie tuneli na trasie linii kolejowej i ich wysadzenie w powietrze w przypadku próby sforsowania siłą przez Niemców.
Internowani polscy żołnierze mieli swoje oficjalne przedstawicielstwo (organ łącznikowy) w Ministerstwie Honwedów, pod nazwą Przedstawicielstwo Polskich Żołnierzy Internowanych w Królestwie Węgier (węg. a Magyarország Internált Lengyel Katonai Személyek Képviselete). Od września 1939 do kwietnia 1940 na jego czele stał gen. bryg. Stefan Dembiński, później kolejno: płk dr Marian Steifer (maj 1940 – marzec 1942), płk inż. Aleksander Król (marzec 1942 – marzec 1944), ppłk. Witold Cieśliński i mjr Włodzimierz Bem de Cosban. Przychylnością wobec Polaków wykazywali się kolejni dyrektorzy XXI Departamentu Jeńców Wojennych i Internowanych: Zoltan Baló oraz Lóránd Utassy.

### Węgierska Republika Ludowa

Flaga WRL w latach 1949–1956

W okresie od października 1944 do początku kwietnia 1945 roku terytorium Węgier było sukcesywnie opanowywane przez Armię Czerwoną. Po zakończeniu II wojny światowej Węgry należały do tzw. bloku wschodniego, będącego pod kontrolą ZSRR.
W pierwszych powojennych wyborach parlamentarnych w listopadzie 1945 zwyciężyła Niezależna Partia Drobnych Rolników. Uzyskała ponad 57% głosów. Lewicowe Węgierska Partia Komunistyczna i Węgierska Partia Socjaldemokratyczna uzyskały w sumie 34% głosów. 15 listopada 1945 powstał rząd Zoltana Tildyego, z Niezależnej Partii Drobnych Rolników. 1 Lutego premierem Węgier został Mátyás Rákosi trzy dni później zastąpił go wicepremier Ferenc Nagy. 1 lutego 1946 powstała Republika Węgierska. Po wyborach Partia Komunistyczna przystąpiła do osłabienia pozycji Partii Ludowej i Partii Niepodległości. Partia Komunistyczna powołała blok lewicowy.
10 lutego 1947 został podpisany traktat pokojowy z aliantami, na mocy którego Węgry powróciły do granic określonym traktatem w Trianon.
W sierpniu 1947 odbyły się wybory parlamentarne, w których 61% głosów uzyskał Blok Lewicowy.
Od 1945 do 1992 roku na terytorium Węgier stacjonowały silne oddziały Armii Radzieckiej: w latach 1945–1955 jako Centralna Grupa Wojsk, w latach 1955–1957 jako Korpus Specjalny, od 1957 jako Południowa Grupa Wojsk. Wojska te zapewniały Moskwie bezpośrednią kontrolę na ich satelitą. Zostały użyte do stłumienia powstania na Węgrzech w 1956 i tendencji antysowieckich w Czechosłowacji w 1968.
W 1955 Węgry zostały członkiem Organizacji Narodów Zjednoczonych i Układu Warszawskiego.
Próba obalenia dyktatury (powstanie węgierskie 1956) zakończyła się krwawą interwencją zbrojną armii radzieckiej. Po upadku powstania węgierskiego nastąpił powrót komunistów do władzy. W latach sześćdziesiątych doszło do modyfikacji nakazowo-rozdzielczego systemu gospodarczego. Reformy przyniosły poprawę bytu węgierskiego społeczeństwa. Kolejne reformy zostały zahamowane ze względów ideologicznych i spowodowały wybuch kryzysu w połowie lat osiemdziesiątych. Skutkiem kryzysu było powstanie partii politycznych. Były to m.in. Węgierskie Forum Demokratyczne, Związek Młodych Demokratów, Związek Wolnych Demokratów, Niezależna Partia Drobnych Rolników Węgierska Partia Socjaldemokratyczna. W maju 1988 János Kádár został odsunięty od kierowania partią. W styczniu 1989 parlament zalegalizował tworzenie partii politycznych. Od czerwca do listopada toczyły się obrady Trójkątnego Stołu. W październiku 1989 na XIV zjeździe WSPR doszło do rozłamu w partii.

### Republika Węgierska 1990−2010
W 1990 roku nastąpiła zmiana ustrojowa, a kraj zrzucił zależność od ZSRR.
Od 1999 Węgry są członkiem NATO, a od 2004 UE. W wyborach 1990 roku zwyciężyło Węgierskie Forum Demokratyczne (MDF). W późniejszych latach władza przechodziła w ręce postkomunistycznej Węgierskiej Partii Socjalistycznej (MSzP), następnie partii prawicowo-centrowej Fidesz i ponownie MSzP (dwie kadencje od 2002 do 2010 roku). We wrześniu 2006 roku Magyar Rádió wyemitowało otrzymane nagranie, na którym węgierski premier Ferenc Gyurcsány na spotkaniu grupy członków MSzP wyznaje, że oszukiwał Węgrów odnośnie do własnego programu politycznego i sytuacji finansowej kraju. Doszło do zamieszek w całych Węgrzech, zadłużona przez działania rządów MSzP gospodarka doznała spowolnienia wzrostu gospodarczego, a poparcie dla skompromitowanych rządzących gwałtownie spadło, co doprowadziło w konsekwencji do zwycięstwa prawicowej opozycji w wyborach w 2010 roku.

### Węgry od 2010

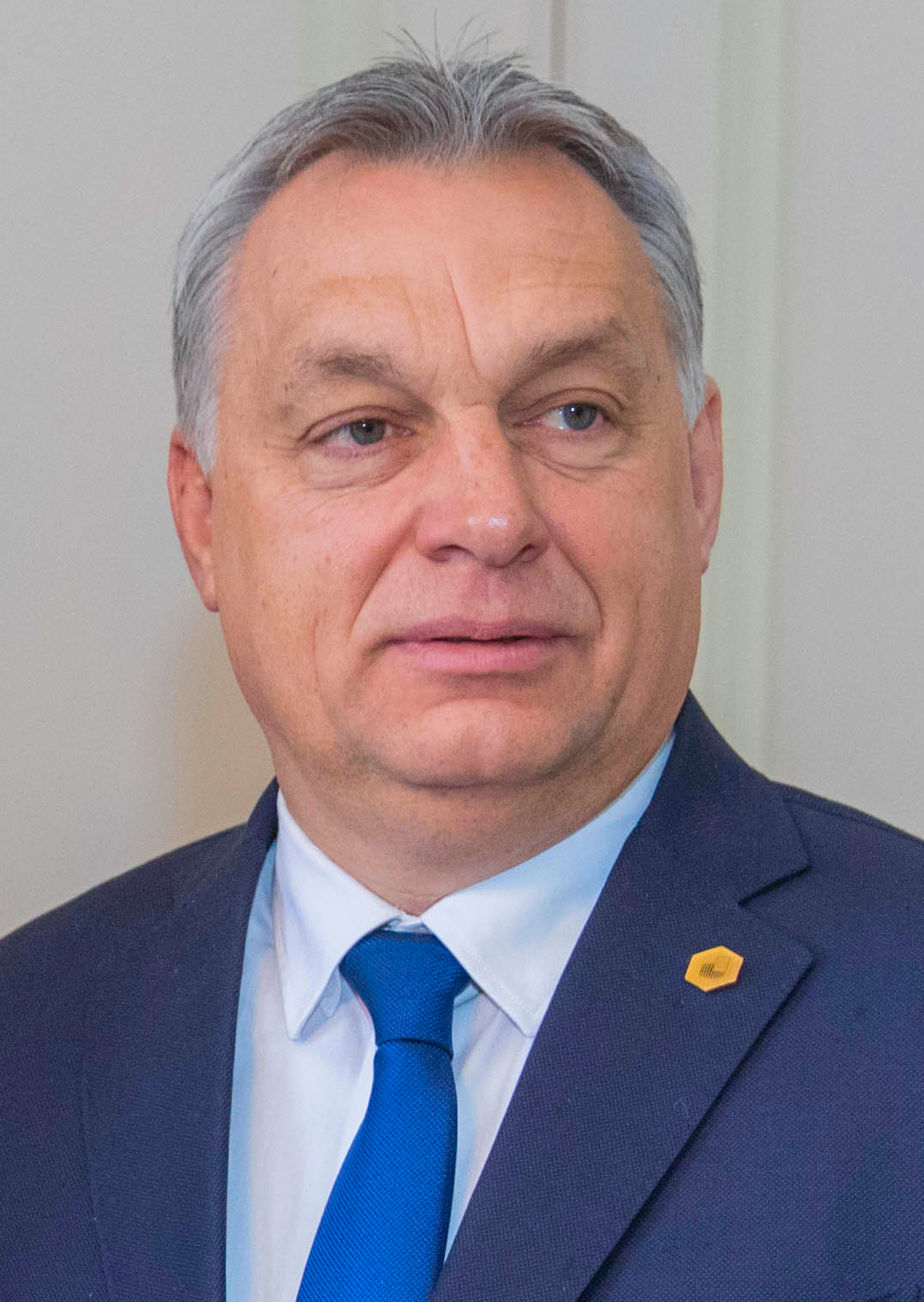
Viktor Orban, premier Węgier od 2010 roku

W wyborach parlamentarnych w 2010 roku zwyciężyła prawicowa partia Fidesz. Koalicja Fidesz-KDNP uzyskała większość kwalifikowaną w parlamencie, a premierem po ośmioletniej przerwie został ponownie Viktor Orbán. Głosami koalicji rządowej na stanowisko prezydenta został wybrany Pál Schmitt, zastąpiony później przez Jánosa Ádera.
Nowy rząd zainicjował szereg zmian w polityce wewnętrznej i zagranicznej Węgier, czego przejawem stało się m.in. uchwalenie nowej konstytucji (2011). Zawarto w niej odwołanie do wartości narodowych, Korony św. Stefana oraz do wartości chrześcijańskich. Zmieniono nazwę państwa z Republika Węgierska na Węgry. Zmniejszono także liczbę parlamentarzystów z 386 do 199. Premier Orban przystąpił ponadto do reformowania finansów państwa. Od stycznia 2011 roku zaczął obowiązywać podatek liniowy od osób fizycznych w wysokości 16%, który zastąpił dotychczasowe progi podatkowe 18%, 26% i 32%. Obniżce uległ także podatek dochodowy płacony przez osoby prawne (przedsiębiorstwa o charakterze spółek kapitałowych) z dotychczasowych 19% do 10%. Ponadto zlikwidowanych zostało kilka innych obciążeń podatkowych.
W 2014 Fidesz ponownie zwyciężył wybory parlamentarne. Prawicowa koalicja uzyskała większość 2/3 w parlamencie.
W wyborach parlamentarnych w 2018, również zwyciężył Fidesz, podobnie jak cztery lata później w wyborach w 2022 roku.